# Kotor Varoš
Kotor Varoš (en serbe cyrillique : Котор Варош) est une ville et une municipalité de Bosnie-Herzégovine située dans la république serbe de Bosnie. Selon les premiers résultats du recensement bosnien de 2013, la ville intra muros compte 8 360 habitants et la municipalité 22 001.

## Géographie
Kotor Varoš est située dans la vallée de la rivière Vrbanja, à environ 35 km au sud-est de Banja Luka. La municipalité est entourée par celles de Čelinac, Kneževo, Teslić et Travnik.
Le territoire municipal s'élève à des altitudes comprises entre 220 m au nord-ouest et 1 739 m au sud-est, vers le mont Vlašić.

## Histoire
Après la guerre de Bosnie-Herzégovine et à la suite des accords de Dayton, la municipalité de Kotor Varoš a été rattachée à la république serbe de Bosnie, à l'exception d'une partie du village de Kruševo Brdo II, qui a été intégrée à la fédération de Bosnie-et-Herzégovine.
Durant la guerre de Bosnie-Herzégovine la municipalité a abrité de nombreux centres de détention pour les non-Serbes)

## Localités

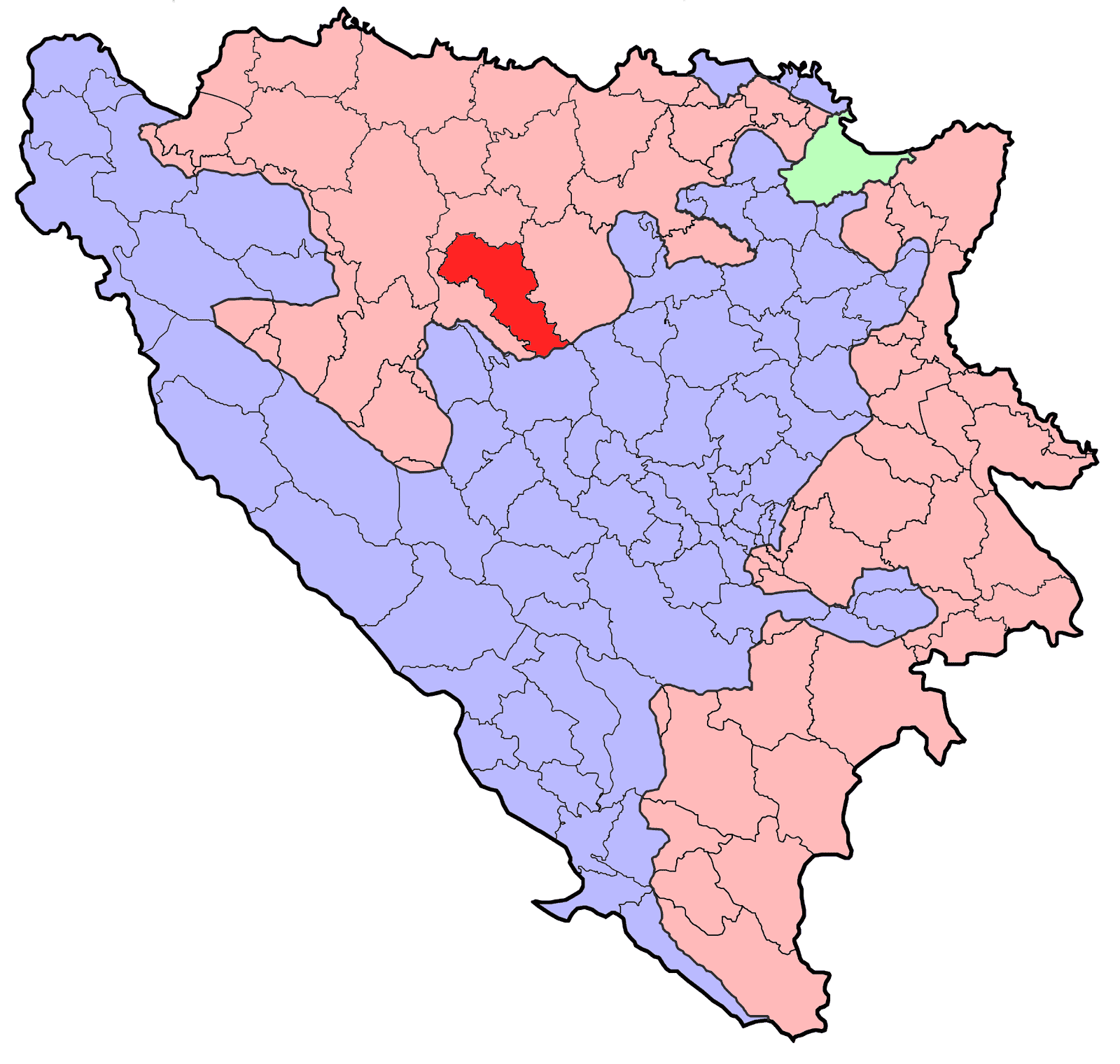
Localisation de la municipalité de Kotor Varoš en Bosnie-Herzégovine

En 1991, la municipalité de Kotor Varoš comptait 43 localités :
| - Baština - Bilice - Boljanići - Borci Donji - Borci Gornji - Ćorkovići - Duratovci - Garići - Gluha Bukovica - Grabovica - Hadrovci - Hrvaćani - Jakotina - Kotor Varoš - Kruševo Brdo I | - Kruševo Brdo II - Liplje - Maljeva - Maslovare - Obodnik - Orahova - Palivuk - Plitska - Podbrđe - Podosoje - Postoje - Prisočka - Radohova - Ravne - Selačka | - Sokoline - Stopan - Šibovi - Šiprage - Tovladić - Vagani - Varjače - Večići - Viševice - Vranić - Vrbanjci - Zabrđe - Zaselje |

## Démographie

### Villeintra muros

#### Évolution historique de la population dans la villeintra muros
|  |

### Municipalité

#### Évolution historique de la population dans la municipalité
| 1971   | 1981   | 1991   | 2013   |
| ------ | ------ | ------ | ------ |
| 32 832 | 35 713 | 36 853 | 22 001 |

#### Répartition de la population par nationalités dans la municipalité (1991)
En 1991, sur un total de 36 853 habitants, la population se répartissait de la manière suivante :

### Localités dans le secteur de Kotor Varoš, 1953
| Zone de recensement | Total | Serbes | Croates | Slovènes | Macédoniens | Monténégrins | Yougoslaves indécises | Tchèques | Polonais | Ruthènes – Ukrainiens | Autres Slaves | Autres Non-Slaves |
| KOTOR VAROŠ SECTEUR | 37898 | 25008  | 6485    | 4        | 4           | 10           | 6375                  | 2        | –        | 2                     | –             | 8                 |
| Kotor Varoš         | 4715  | 805    | 2640    | 2        | 3           | 6            | 1253                  | 1        | –        | 1                     | –             | 4                 |
| Maslovare           | 4574  | 3966   | 8       | –        | –           | –            | 600                   | –        | –        | –                     | –             | –                 |
| Previle             | 4576  | 3537   | 696     | –        | –           | –            | 342                   | –        | –        | –                     | –             | 1                 |
| Skender Vakuf       | 7100  | 6566   | 16      | –        | –           | –            | 518                   | –        | –        | –                     | –             | –                 |
| Šiprage             | 7746  | 6036   | 24      | 1        | 1           | –            | 1682                  | –        | –        | –                     | –             | 2                 |
| Vrbanjci            | 4919  | 1678   | 1728    | 1        | –           | 4            | 1505                  | 1        | –        | 1                     | –             | 1                 |
| Zabrđe              | 4268  | 2420   | 1373    | –        | –           | –            | 475                   | –        | –        | –                     | –             | –                 |

## Kotor 1885
| Kotor (municipalité), Avant la mise en place du règlement Varoš |                 |              |           |        |
| Religion↓/Règlement→                                            | Kotor katolički | Kotor turski | Kotorište | Ukupno |
| Mahométans                                                      | 0               | 133          | 1         | 134    |
| Orthodoxe de l'Est                                              | 9               | 9            | 1         | 19     |
| Catholiques romains                                             | 114             | 24           | 127       | 265    |
| Total                                                           | 123             | 166          | 129       | 418    |

## Religions

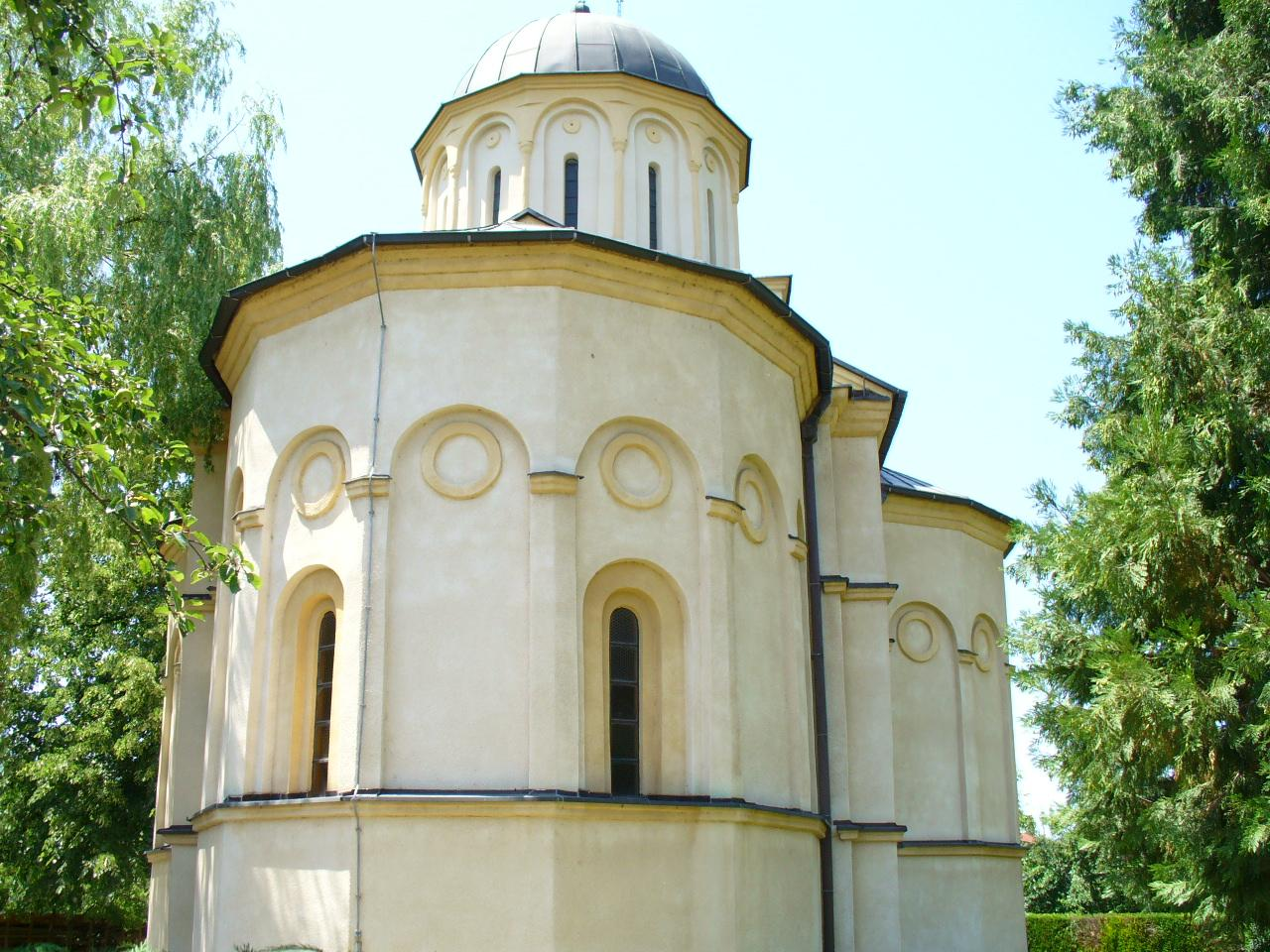
L'église orthodoxe de Kotor Varoš
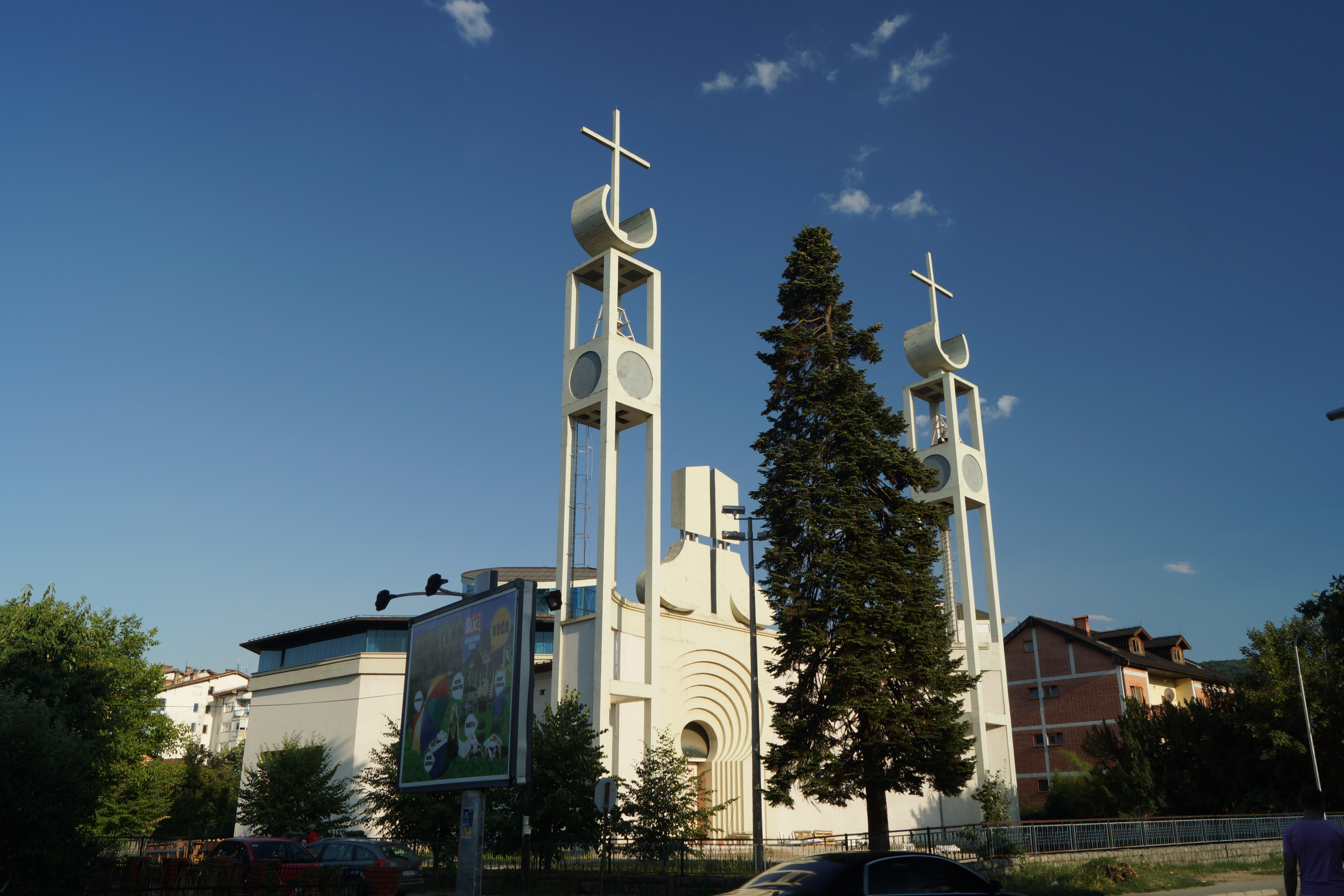
L'église catholique de Kotor Varoš

## Politique
À la suite des élections locales de 2012, les 25 sièges de l'assemblée municipale se répartissaient de la manière suivante :
| Parti                                                        | Sièges |
| ------------------------------------------------------------ | ------ |
| Alliance des sociaux démocrates indépendants (SNSD)          | 6      |
| Parti démocratique serbe (SDS)                               | 6      |
| Parti du progrès démocratique (PDP)                          | 6      |
| Alliance du Parti d'action démocratique (SDA)                | 3      |
| Alliance démocratique nationale (DNS)                        | 1      |
| Union démocratique croate de Bosnie et Herzégovine (HDZ BiH) | 1      |
| Sans étiquette                                               | 2      |

Dalibor Vučanović, membre de l'Alliance des sociaux-démocrates indépendants (SNSD), a été élu maire de la municipalité.